# میکی برتون
میکی برتون (انگلیسی: Micky Burton؛ زادهٔ ۵ نوامبر ۱۹۶۹) بازیکن فوتبال اهل بریتانیا است.
از باشگاه‌هایی که در آن بازی کرده‌است می‌توان به باشگاه فوتبال شفیلد ونزدی، باشگاه فوتبال ردیچ یونایتد، باشگاه فوتبال بیرمنگام سیتی، و باشگاه فوتبال شروزبری تاون اشاره کرد.